# Notts County Football Club 2013-2014
Questa voce raccoglie le informazioni riguardanti il Notts County Football Club nelle competizioni ufficiali della stagione 2013-2014.

## Rosa
| N. |                         | Ruolo | Calciatore         |
| -- | ----------------------- | ----- | ------------------ |
| 1  | Polonia (bandiera)      | P     | Bartosz Białkowski |
| 2  | Sierra Leone (bandiera) | D     | Mustapha Dumbuya   |
| 3  | Irlanda (bandiera)      | D     | Alan Sheehan       |
| 4  | Inghilterra (bandiera)  | C     | Gary Liddle        |
| 5  | Inghilterra (bandiera)  | D     | Emmannuele Smith   |
| 6  | Inghilterra (bandiera)  | D     | Dean Leacock       |
| 7  | Irlanda (bandiera)      | C     | Jack Grealish      |
| 8  | Inghilterra (bandiera)  | C     | Callum McGregor    |
| 9  | Nigeria (bandiera)      | A     | Enoch Showunmi     |
| 10 | Inghilterra (bandiera)  | A     | Danny Haynes       |
| 11 | Irlanda (bandiera)      | C     | David Anthony Bell |
| 12 | Canada (bandiera)       | A     | Markus Haber       |
| 14 | Inghilterra (bandiera)  | C     | Adam Coombes       |
| 15 | Francia (bandiera)      | A     | Yoann Arquin       |
| 16 | Inghilterra (bandiera)  | C     | Joss Labadie       |
| 17 | Inghilterra (bandiera)  | A     | Tyrell Waite       |

| N. |                              | Ruolo | Calciatore            |
| -- | ---------------------------- | ----- | --------------------- |
| 18 | Inghilterra (bandiera)       | C     | Andy Haworth          |
| 19 | Irlanda (bandiera)           | A     | Ronan Murray          |
| 20 | Giamaica (bandiera)          | C     | Jamal Campbell-Ryce   |
| 21 | Inghilterra (bandiera)       | C     | Curtis Thompson       |
| 22 | Scozia (bandiera)            | C     | Mark Fotheringham     |
| 23 | Germania (bandiera)          | P     | Fabian Speiss         |
| 25 | Inghilterra (bandiera)       | C     | Greg Tempest          |
| 26 | Inghilterra (bandiera)       | D     | Hayden Hollis         |
| 28 | Trinidad e Tobago (bandiera) | C     | Andre Boucaud         |
| 29 | Inghilterra (bandiera)       | D     | Callum Bennett        |
| 30 | Scozia (bandiera)            | C     | Malcolm Melvin        |
| 31 | Inghilterra (bandiera)       | C     | Romello Nangle        |
| 32 | Inghilterra (bandiera)       | C     | Kyle Dixon            |
| 33 | Inghilterra (bandiera)       | A     | Malachi Lavelle-Moore |
| 34 | Galles (bandiera)            | D     | Jordan Holt           |
|    | Francia (bandiera)           | A     | Jeremy Balmy          |